# Adi Holzer

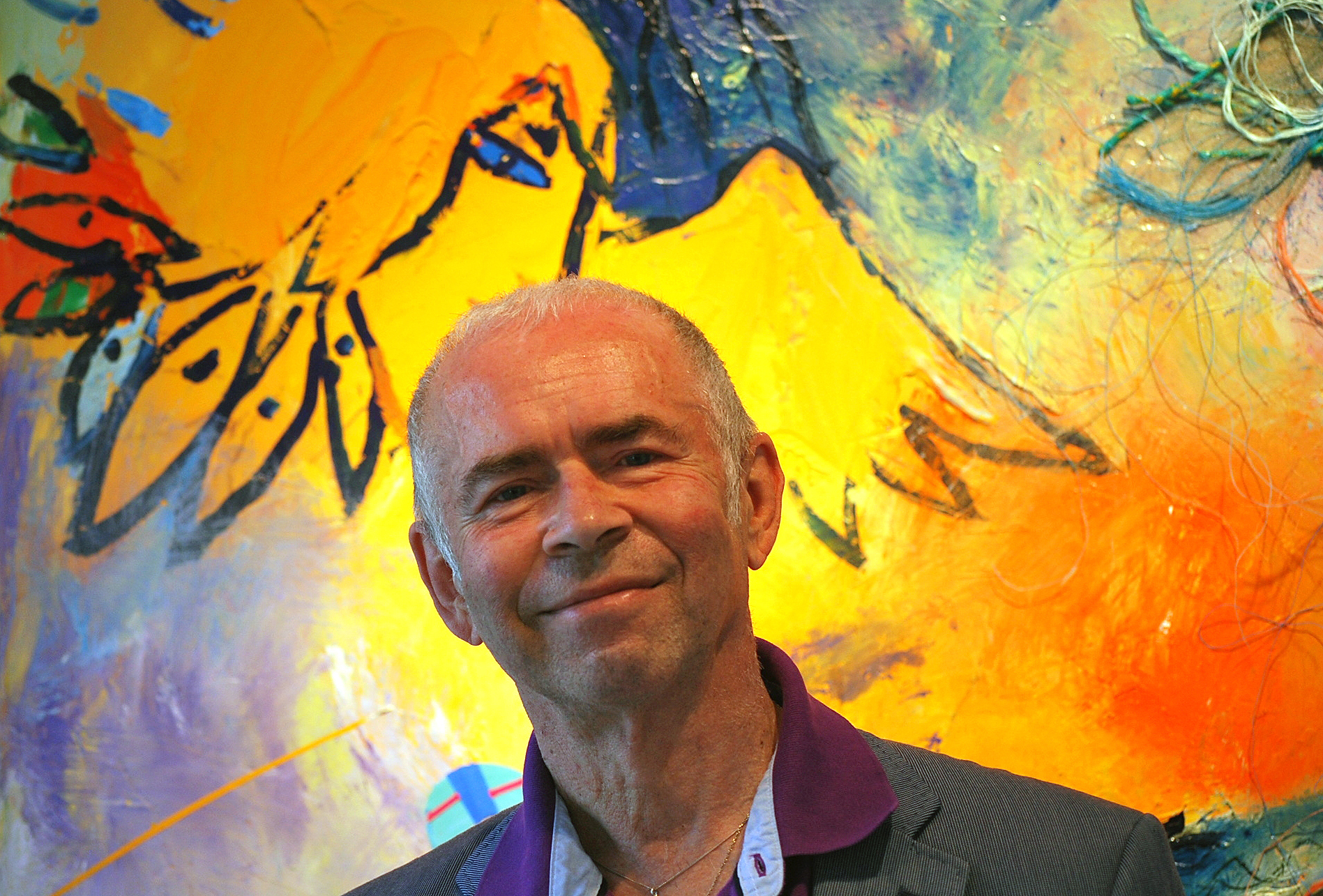
Adi Holzer in 2010.

Adi Holzer (Stockerau, 21 april 1936) is een Oostenrijks beeldend kunstenaar, tekenaar, graficus, schilder en beeldhouwer van onder andere bronzen beelden en glasculturen. Hij werkt voornamelijk vanuit zijn ateliers in respectievelijk Furesø, Denemarken, en Winklern, Oostenrijk.

## Biografie
Adi Holzer werd geboren als zoon van koopman Otto Holzer en diens vrouw Anna Maria Holzer. Zijn vader stierf in 1942. Twee jaar later trouwde Anna met Leo Kanto. Holzer verbleef tijdens en na de Tweede Wereldoorlog onder andere bij zijn grootmoeder en tante. 
Holzer studeerde aan het Bundesgymnasium en Bundesrealgymnasium in Stockerau. Van 1955 tot 1960 studeerde hij aan de Akademie der bildenden Künste Wien onder Robin Christian Andersen en Herbert Boeckl. In 1955 leerde hij in Nice zijn latere vrouw, de Deense studente en kinderarts Kirsten Inger Mygind, kennen. Van 1960 tot 1962 werkte Holzer als kunstkenner bij het Bundesrealgymnasium in Karinthië.
Na hun huwelijk verhuisden Holzer en zijn vrouw naar Kopenhagen. Hier leerde Holzer in 1965 de clown Charlie Rivel en in 1969 de Deense dichter Jörgen Holmgaard kennen. Hij werkte met hen beiden samen aan meerdere kunstprojecten. In 1969 besloot Holzer zich volledig te richten op beeldende kunst.In 1974 richtte hij zijn eerste atelier op, in 1990 gevolgd door een tweede atelier in zijn geboorteland Oostenrijk. 
Holzer heeft deelgenomen aan meer dan 300 internationale tentoonstellingen, kunstbeurzen, biënnalen en andere bijeenkomsten in Europa, de Verenigde Staten, Egypte, Australië en Japan. Sinds 2005 staan enkele glassculpturen van zijn hand in de glasstudio van Adriano Berengo Fine Arts in Murano / Venetië.

## Enkele werken

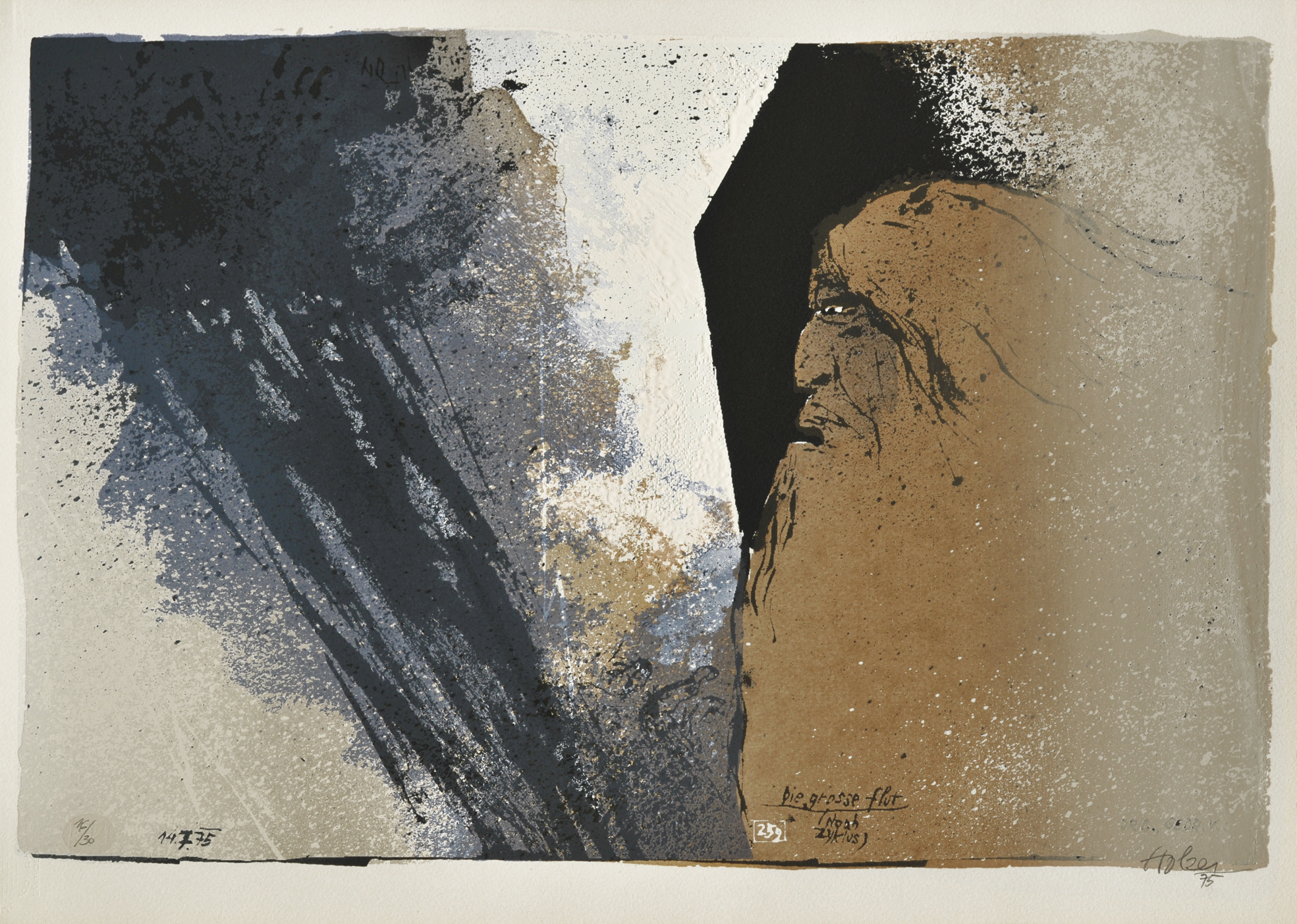
Die große Flut
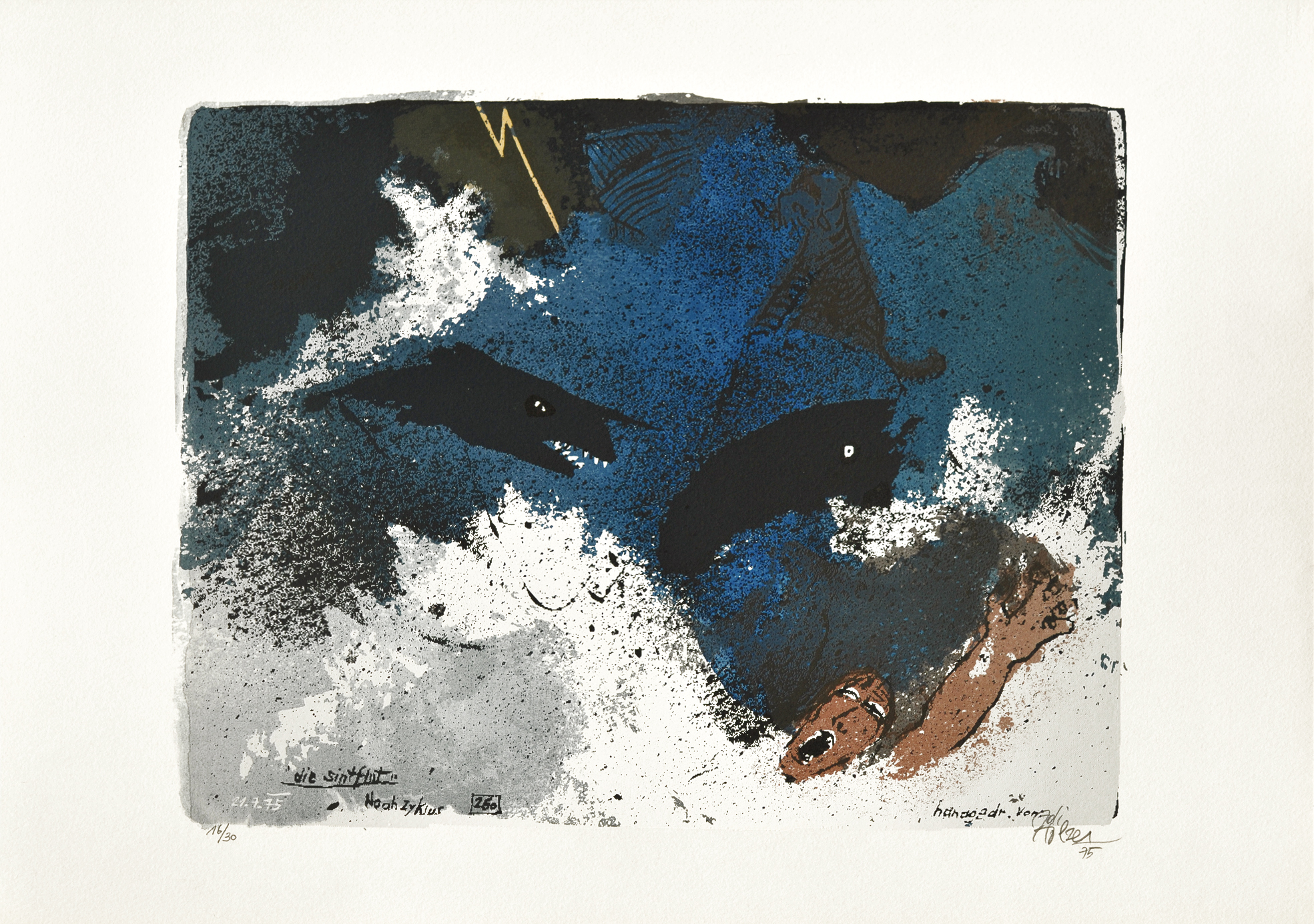
Die Sintflut
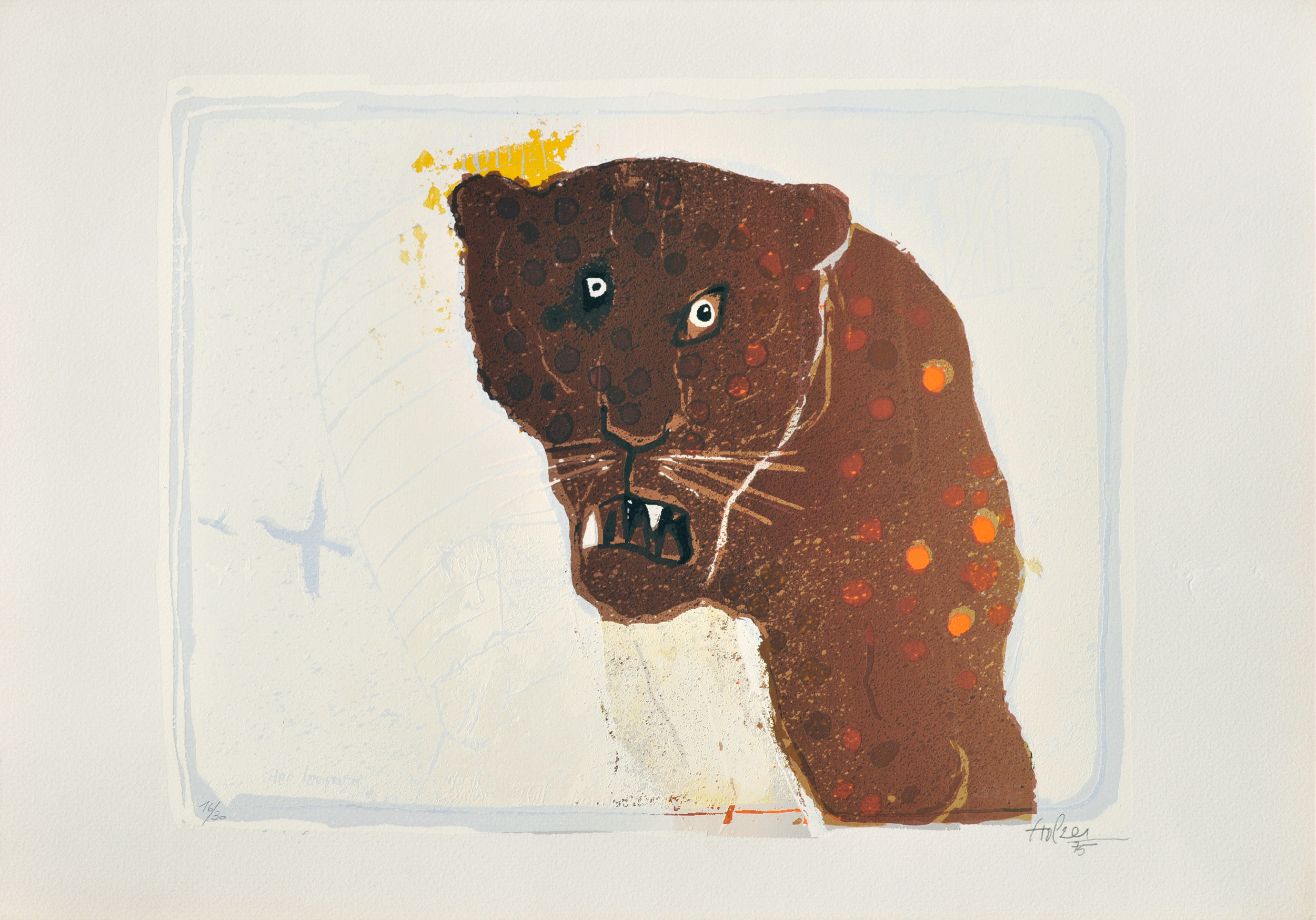
Der Leopard
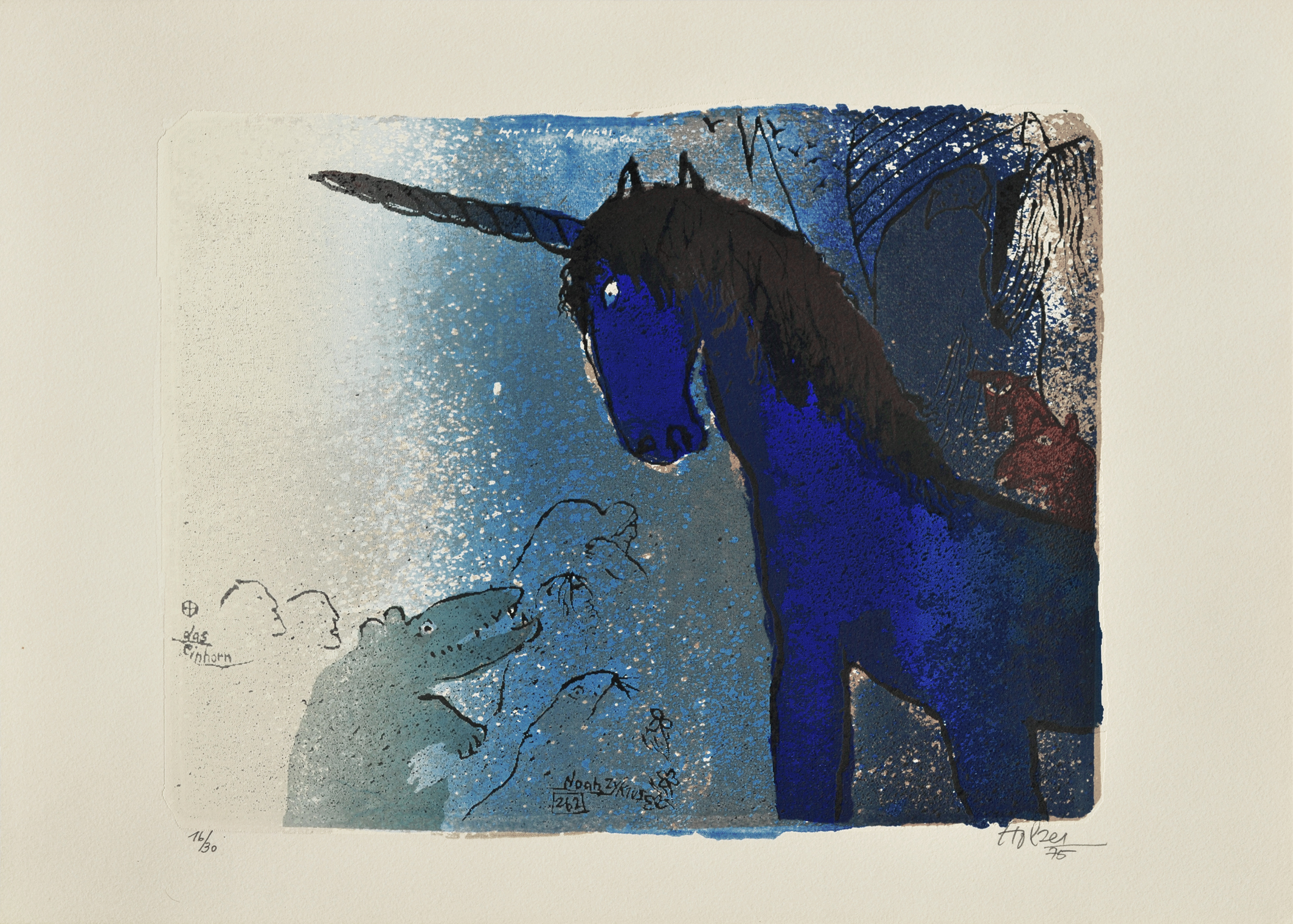
Das Einhorn
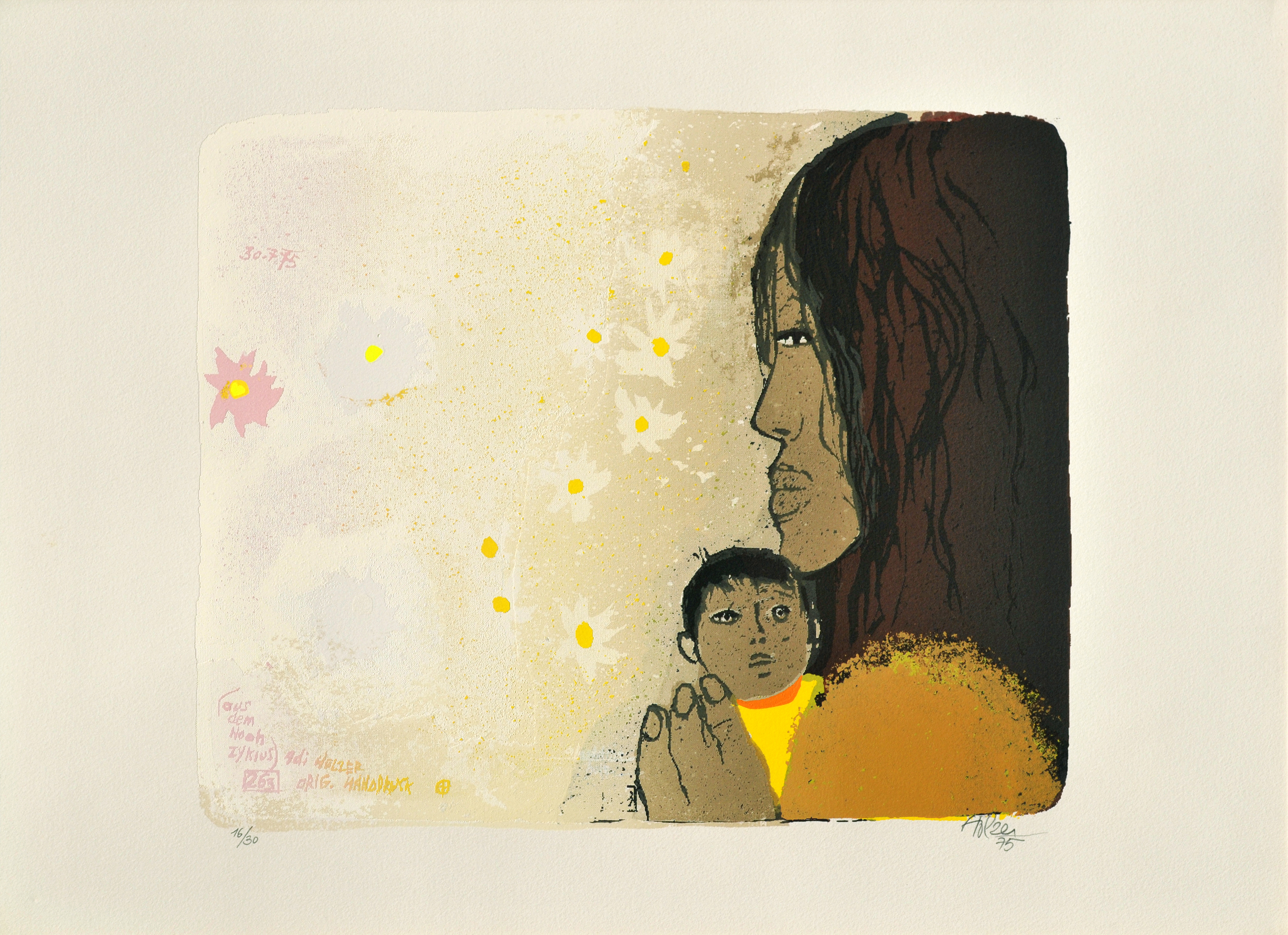
Mutter und Kind
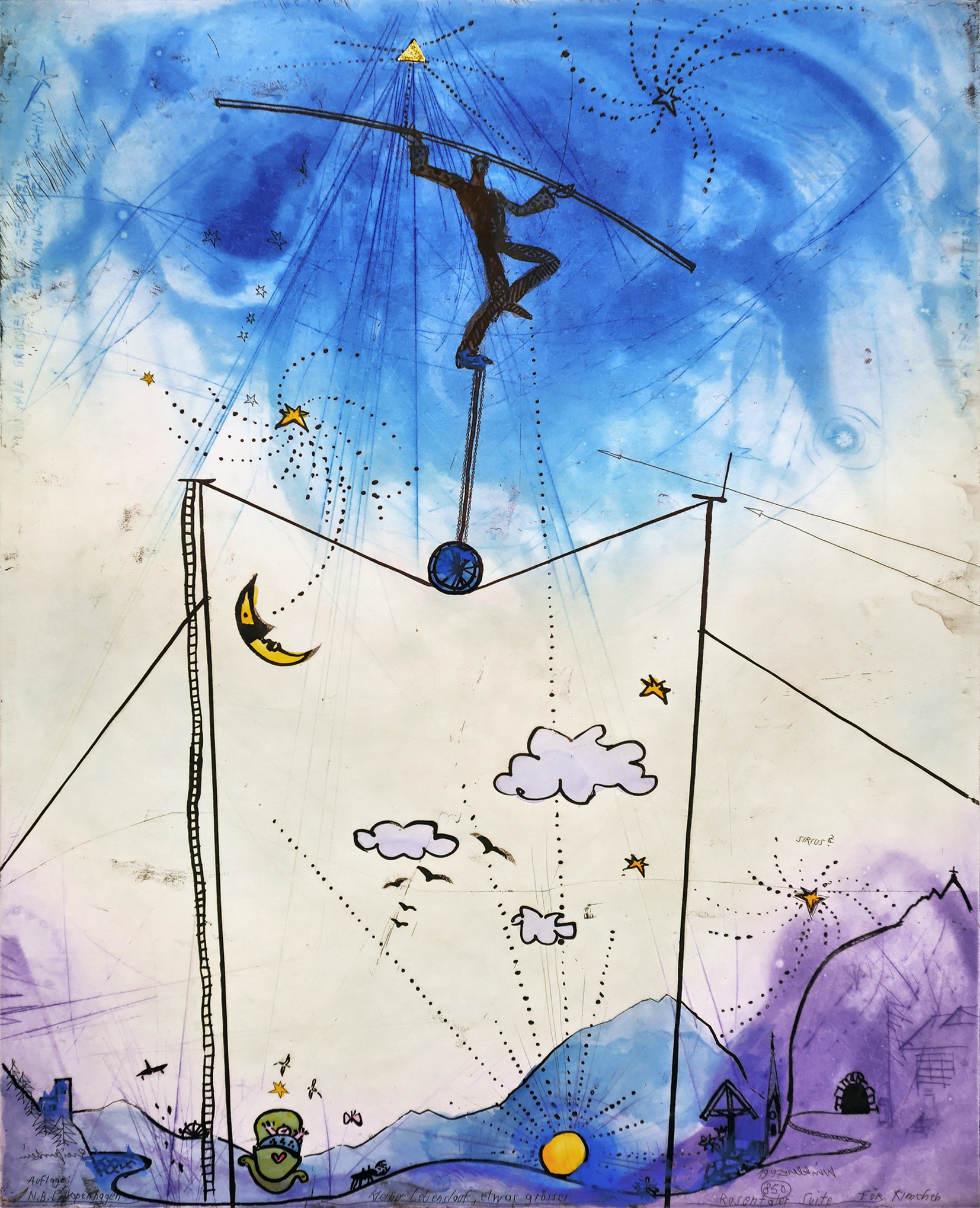
Der Lebenslauf